# Condega
Condega là một khu tự quản thuộc tỉnh Estelí, Nicaragua. Khu tự quản Condega có diện tích 371 ki lô mét vuông. Đến thời điểm năm 2005, huyện Condega có dân số 28481 người.